# 1165 w polityce

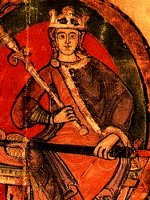
Malcolm IV

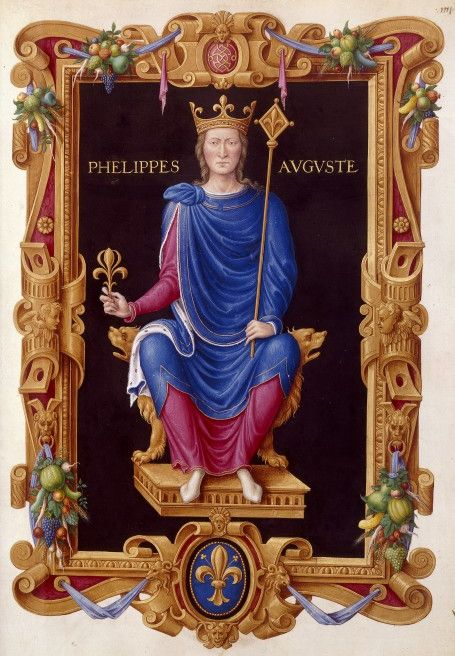
Filip II August

Wydarzenia polityczne w 1165 roku.

## Urodzili się
- Filip II August, król Francji.

## Zmarli
- Malcolm IV, król Szkocji[1].